# Giacomo Tedesco
Giacomo Tedesco (* 1. Februar 1976 in Palermo) ist ein ehemaliger italienischer Fußballspieler.
Sein älterer Bruder Giovanni war ebenfalls Fußballprofi und spielte bis 2010 bei der US Palermo.

## Karriere
Sein erstes Spiel in der Serie A machte Giacomo Tedesco im Trikot von Salernitana Calcio gegen den AS Rom. Er spielte für die US Palermo, Salernitana Sport, SSC Neapel und Cosenza Calcio. Im Jahr 2003 verpflichtete ihn Reggina Calcio, am Ende der Saison 2006/07 wechselte Tedesco nach Catania. In der Winterpause 2009/10 wechselte er zu Reggina Calcio, wo er bis 2011 aktiv war. Von Januar 2012 bis 2013 stand hat er bei Trapani Calcio unter Vertrag.